# Río Seco (Alicante)
El río Seco es un río de la comarca de la Vega Baja, en el sur de la provincia de Alicante, en la Comunidad Valenciana (España).Su nacimiento es a poco más de 10 km de distancia del mar en los alrededores de Rebate, en la Sierra de Escalona, pasa por Pinar de Campoverde y tiene su desembocadura en el mar Mediterráneo en las Mil Palmeras, en el municipio de Pilar de la Horadada. 
No confundir el río Seco de la Vega Baja con el río Monnegre, en cuyo último tramo en Campello también se le conoce como río Seco de Campello.

## Curso
Este río tiene un régimen escaso, y sufre grandes estiajes la mayor parte del año. 
Una buena parte de su recorrido discurre por un escarpado cañón con paredes de arenisca, en las que se pueden ver sucesivos estratos de aluvión, debido a la erosión producida por las lluvias torrenciales.
En las proximidades del núcleo urbano de Pinar de Campoverde parten dos rutas a través del cauce del Río Seco y la rambla adyacente (la Majá de las Vacas, que desemboca en la cueva Ahumá), para la práctica de senderismo:
- Una circular de cuatro kilómetros, que ofrece un recorrido interesante por la parte más erosionada del cauce, donde se aprecian curiosas formaciones y cavidades en las paredes del mismo.
- Y otra lineal de diez kilómetros, la cual discurre a lo largo del cauce hasta su desembocadura en la población de Mil Palmeras.

## Flora y fauna

### Flora
El río Seco es uno de los pocos sitios de la zona en el que se pueden encontrar especies propias de un entorno húmedo.
La vegetación que rodea al río es muy variada, lentiscos, tomillos, romeros,  palmitos, estepas blancas, eneas, juncos, carrizales, garroferos, tarajes, esparto, efedras y retamas son solo una parte de su gran riqueza floral.

### Fauna
En cuanto a los distintas especies animales, encontramos una gran variedad de aves, entre ellos alcedinos, abejarucos, ruiseñores, mirlos, petirrojos, búhos reales y chicos, águilas perdiceras, culebreras y calzadas, cernícalos, pitos reales, abubillas y carboneros. Conejos, erizos, lagartos ocelados, lagartijas colilargas y un sinfín de invertebrados completan la gran diversidad de fauna apreciable en la zona.